# Leptogenys davydovi
Leptogenys davydovi är en myrart som beskrevs av Vladimir Aphanasjevich Karavaiev 1935. Leptogenys davydovi ingår i släktet Leptogenys och familjen myror. Inga underarter finns listade i Catalogue of Life.